# Société du chemin de fer de l'Entre-Sambre-et-Meuse
Pour les articles homonymes, voir Sambre-et-Meuse (homonymie).
La Société du chemin de fer de l'Entre-Sambre-et-Meuse est une société anonyme belge, à capitaux anglais, créée en 1845 pour reprendre la concession d'un réseau de lignes de chemin de fer dans l'Entre-Sambre-et-Meuse.

## Histoire

### Origine
En 1834, De Puidt et consorts présente un projet d'un chemin de fer dans l'Entre-Sambre-et-Meuse disposant d'un double plan incliné et des embranchements à traction chevaline pour desservir les sites miniers. La ligne principale débute à Châtelet pour rejoindre Mariembourg et aller en direction de la France à Virieux-sur-Meuse. À la suite d'une enquête favorable de 1835, ce chemin de fer est déclaré d'utilité publique par un arrêté royal du 16 avril 1836. La société anonyme concessionnaire, le 12 avril 1837, commence les travaux, puis abandonne du fait d'une importante crise industrielle. Cette société est dissoute en 1839.
Sous des pressions locales le Département des travaux publics de l'État, le 12 janvier 1842, confie à l'ingénieur Magis, l'étude d'un tracé définitif. Sur un axe proche du précédent il prévoit : une ligne à voie unique, longue de 64 km, entre Marchienne et Vireux ; quinze gares intermédiaires ; et quatre courts embranchements.

### Création
Des capitalistes anglais et belges créent une société pour réaliser ce chemin de fer de l'Entre-Sambre-et-Meuse et négocier une « concession de péages » et la « garantie d'un minimum d'intérêt ». La société mandate les ingénieurs William Cubitt et Sopwith pour se rendre sur place afin d'évaluer la technique du projet et son potentiel commercial. Ils livrent leurs expertises dans deux mémoires imprimés en avril 1844. Ce même mois d'avril George Stephenson vient en Belgique à ce sujet, il rencontre les ingénieurs et a un entretien privé avec le roi Léopold. Les discussions reprennent à Bruxelles entre des délégués de la société des représentants du gouvernement et des ingénieurs de l'État. 
Après une longue période de négociation la concession est attribué à messieurs Richards et Fearon. Elle comprend : la plus grande section, située en territoire belge, par la loi du 7 mars 1845 et les 2 km situés en territoire français accordé par une ordonnance royale du 8 mars 1845. Les concessionnaires créent la société anonyme du chemin de fer de l'Entre-Sambre-et-Meuse le 3 avril 1845, elle est approuvée par l'arrêté royal du 12 avril 1845. Le siège est fixé à Walcourt (Jardinet-lez-Walcourt) dans la province de Namur.

### Exploitation
Une nouvelle convention est signée le 31 janvier 1852 approuvée par arrêté royal du 4 février 1852 (Moniteur du 8 février 1852), entre le Gouvernement et la compagnie. Elle précise notamment que le gouvernement garantit pendant un terme de cinquante ans, un minimum d'intérêt annuel de 4 pour cent sur le capital de cinq millions de francs affecté à la construction des sections de Walcourt à Saint-Lambert, de Saint-Lambert à Florennes, de Froidmont à Philippeville et de Mariembourg à Couvin, ayant ensemble 24 kilomètres et 395 mètres de longueur. Par cette convention l'arrêté royal du 1er mars 1846, qui accordait à la compagnie la concession de lignes accessoires est rapporté. 
L'exploitation intégrale de ces chemins de fer, comprenant ensemble 105,250 kilomètres, a commencé à la fin de l'année 1855. Pour l'année 1856, l'État a payé, pour la garantie d'intérêt, la somme de 167 409,32 francs.

### Délégation de l'exploitation au Grand Central Belge
Le 30 mars 1864, la Société du Chemin de fer de L’Entre-Sambre-et-Meuse, à capitaux anglais, fusionne l'exploitation de sa ligne avec le consortium formé en 1863 par les Chemins de fer de l'Est belge et la Société anonyme des chemins de fer d'Anvers à Rotterdam. Pour gérer l'exploitation de ce réseau, ces sociétés créent un « syndicat d'exploitation » dénommé le Grand Central Belge.
Les lignes gérées par le Grand Central Belge sont rachetées par les Chemins de fer de l'État belge en 1897.

## Réseau

### À l'époque de la société
Le tronc principal de ce chemin de fer a son point de départ à Marchienne-au-Pont et à Charleroi : il passe par Mariembourg et aboutit à Vireux, en traversant la frontière franco-belge à deux kilomètres de cette dernière ville : il s'étend sur 63 kilomètres. Un embranchement va de Walcourt à Morialmé, et y joint le chemin de fer de Morialmé à Châtelineau. Un troisième embranchement se confond avec le deuxième jusqu'à Fairoul, se dirige sur Froidmont où il se divise en deux parties, l'une allant au nord-est jusqu'à Florennes, l'autre au sud jusqu'à Philippeville. Un quatrième part de Mariembourg et se termine à Couvin.

### Numérotation Infrabel
- Ligne 111 de Thuillies à Laneffe. Fermée (la portion entre Thuillies et Berzée n'a pas été construite par l'Entre-Sambre-et-Meuse).
- Ligne 132 de Charleroi à Vireux (F). Fermée entre Mariembourg et Vireux (mais utilisée entre Mariembourg et Treignes par le Chemin de fer à vapeur des Trois Vallées) et déviée entre Walcourt et Neuville.
- Ligne 134 de Mariembourg à Couvin. Ouverte.
- Ligne 136 de Rossignol (Walcourt) à Florennes. Fermée.
- Ligne 136B de Florennes à Mariembourg. Fermée.

## Gares

### Plan standard
Un certain nombre de gares construite par la société de l'Entre-Sambre-et-Meuse appartenaient à un modèle standard, notamment celles de :
- Silenrieux, sur la ligne 132, qui avait été fortement altéré, avant d'être démoli au profit d'un autre bâtiment en 1904.
- Florennes-Sud (également appelée Florennes-Entre-Sambre-et-Meuse), désaffectée en 1910 lors de la réalisation d'un nouveau tracé, il s'agit de l'ancien terminus des lignes 136 et 136B ; le bâtiment a été reconverti en habitation[13].
- Saint-Lambert, sur la ligne 132N (ancienne ligne 136)[14]. Cette gare, fermée en 1982, est reconvertie en habitation et a récemment été restaurée.
- Philippeville, sur le premier tracé en impasse de la ligne 136B. Désaffectée en 1908 lors du changement de tracé et du prolongement de la ligne 136B (actuelle ligne 132N), cette gare dotée d'une belle façade en pierre (de même nature que celles de la gare de Mariembourg) existe toujours, reconvertie en habitation[15].
- Couvin, gare terminus de la ligne 134[16]. Le premier bâtiment fut démoli dans les années 1930 au profit d'un bâtiment de style moderniste.

### Autres bâtiments
L'ancien bâtiment de la gare de Bomerée ressemble fortement aux gares construites par le Chemin de fer de l'Est belge entre Louvain et Charleroi (lignes 139 et 140).
Walcourt possède un bâtiment très vaste, qui abritait autrefois le siège de la compagnie de l'Entre-Sambre-et-Meuse ; il est toujours exploité par la SNCB qui envisage de le vendre[réf. nécessaire].
Par manque de place, la gare de Fraire, établie sur une étroite bande de terrain en pente, entre deux routes, possédait un corps central de biais ainsi qu'une aile basse surplombant la route avoisinante ; seule cette partie basse a échappé à la démolition.
La gare de Mariembourg possède un bâtiment plus grand que le plan standard, à la façade en pierre. Sa disposition est proche du plan standard avec un corps de logis plus vaste, sous pignon transversal.
La gare de Nismes possède un bâtiment rectangulaire en pierre, sans ailes.
Le bâtiment de la gare de Vierves pourrait être un agrandissement important du plan standard[réf. souhaitée]. Cette gare jouait en effet le rôle de gare-frontière avant la réalisation de vastes infrastructures à Treignes. Le bâtiment, et sa halle à marchandises, ont été fortement agrandis après leur revente et abritent l'Écosite de la vallée du Viroin.

### Gares disparues
Un certain nombre de bâtiments a été démoli, dans de nombreux cas, l'aspect du bâtiment d'origine reste inconnu. Fort heureusement, deux bâtiments, désaffectés dès 1908 et 1910, ont survécu (Philippeville et Florennes-Sud).
À l’exception de Walcourt, toutes les gares situées sur la ligne 132 entre Charleroi et Mariembourg ont été démolies au profit de nouveaux bâtiments, soit du temps du Grand Central belge, soit après la reprise par l’État belge (la gare de Bomerée a été conservée quelques années à côté du nouveau bâtiment). Celles de la ligne 111 ont également été remplacées.
Les gares de Couvin (ligne 134), Morialmé (ligne 135), Thy-le-Château, Olloy-sur-Viroin et Treignes (ligne 132) sont des (re)constructions postérieures au rachat par le Grand Central, puis par l’État belge. Certaines gares intermédiaires n'ont reçu de bâtiment qu'après la disparition de la société de l'Entre-Sambre-et-Meuse.